# Bygdøy

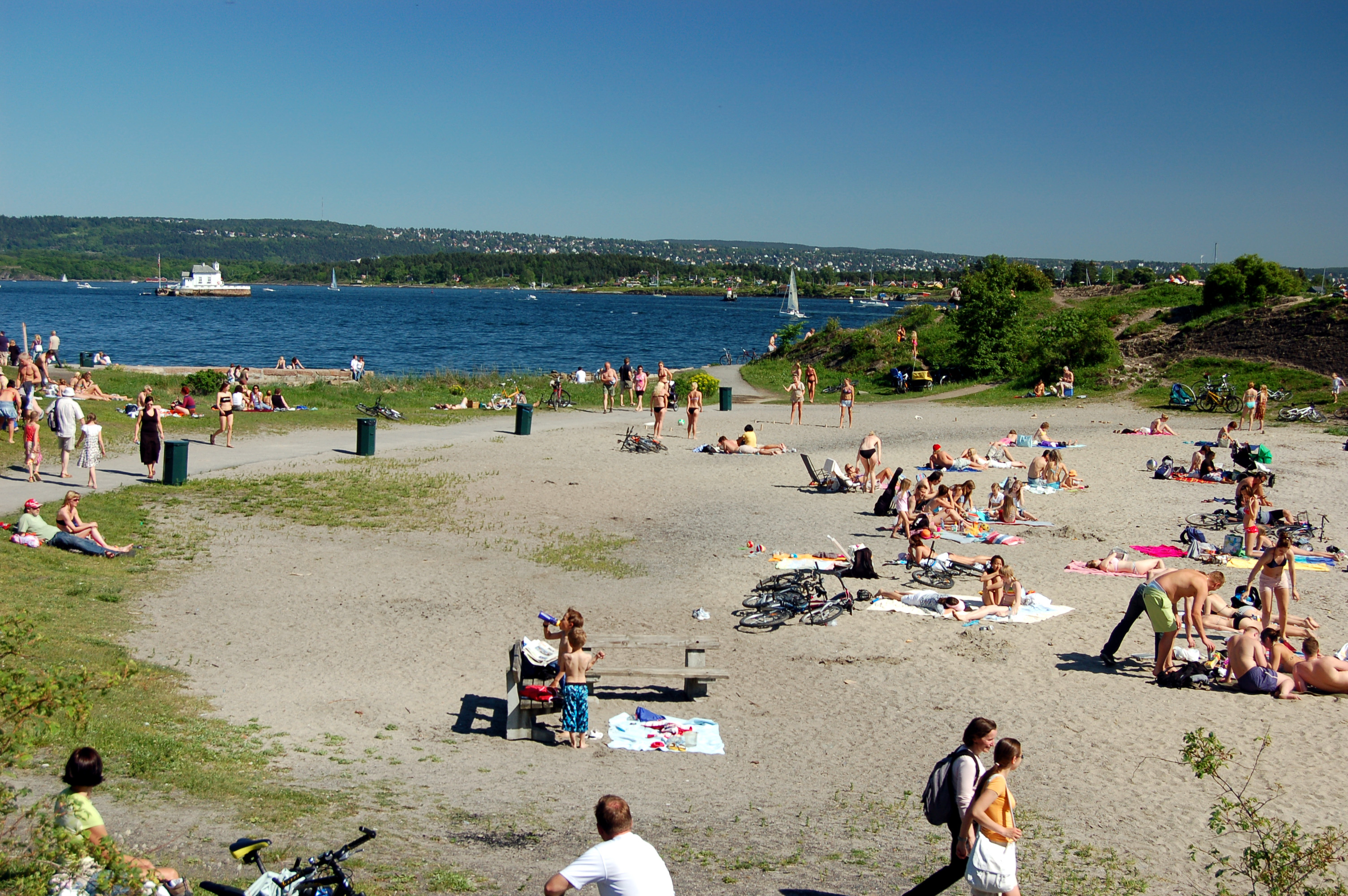
La spiaggia di Huk

Bygdøy o Bygdø (anticamente chiamata Ladegårdsøen) è una penisola su cui si estende la parte occidentale della città di Oslo, in Norvegia. Qui sorgono numerosi musei, come il Kon-Tiki Museum dedicato alle spedizioni di Thor Heyerdahl, il Norsk Folkemuseum (museo della cultura norvegese), il Museo Fram dedicato alle spedizioni polari norvegesi, il Museo delle navi vichinghe ed altri.
Qui si trovano anche le tenute reali Bygdø kongsgård ed Oscarshall. Bygdøy è uno dei più antichi paesaggi culturali della Norvegia, che può vantare una ricca storia unitamente a parchi, foreste ed alcune delle più famose spiagge di Oslo, fra cui quella conosciuta col nome di Huk (parte della quale è riservata al naturismo. Nel 1885 vi erano solamente 111 abitazioni a Bygdøy mentre al giorno d'oggi la quasi totalità della zona è di tipo residenziale.
Amministrativamente Bygdøy appartiene al borgo (bydel) di Bygdøy-Frogner.